# Европейски път Е17
Европейски път E17 е част от европейската пътна мрежа. Той свързва Антверпен (Белгия) с Бон (Франция). Дължината на пътя е 696 км.

## Маршрут
- Белгия
  - Антверпен
  - Синт Никлас
  - Гент
  - Варегем
  - Кортрейк
- Франция
  - Туркоан
  - Лил
  - Арас
  - Камбре
  - Сен Кантен
  - Лаон
  - Реймс
  - Шалон-ан-Шампан
  - Троа
  - Лангър
  - Бон

## Галерия
- Е17 в Гент
- Е17 на Белгийско-френската граница
- Е17 около Локерен
- Е17 в Реймс